# James K. Polk

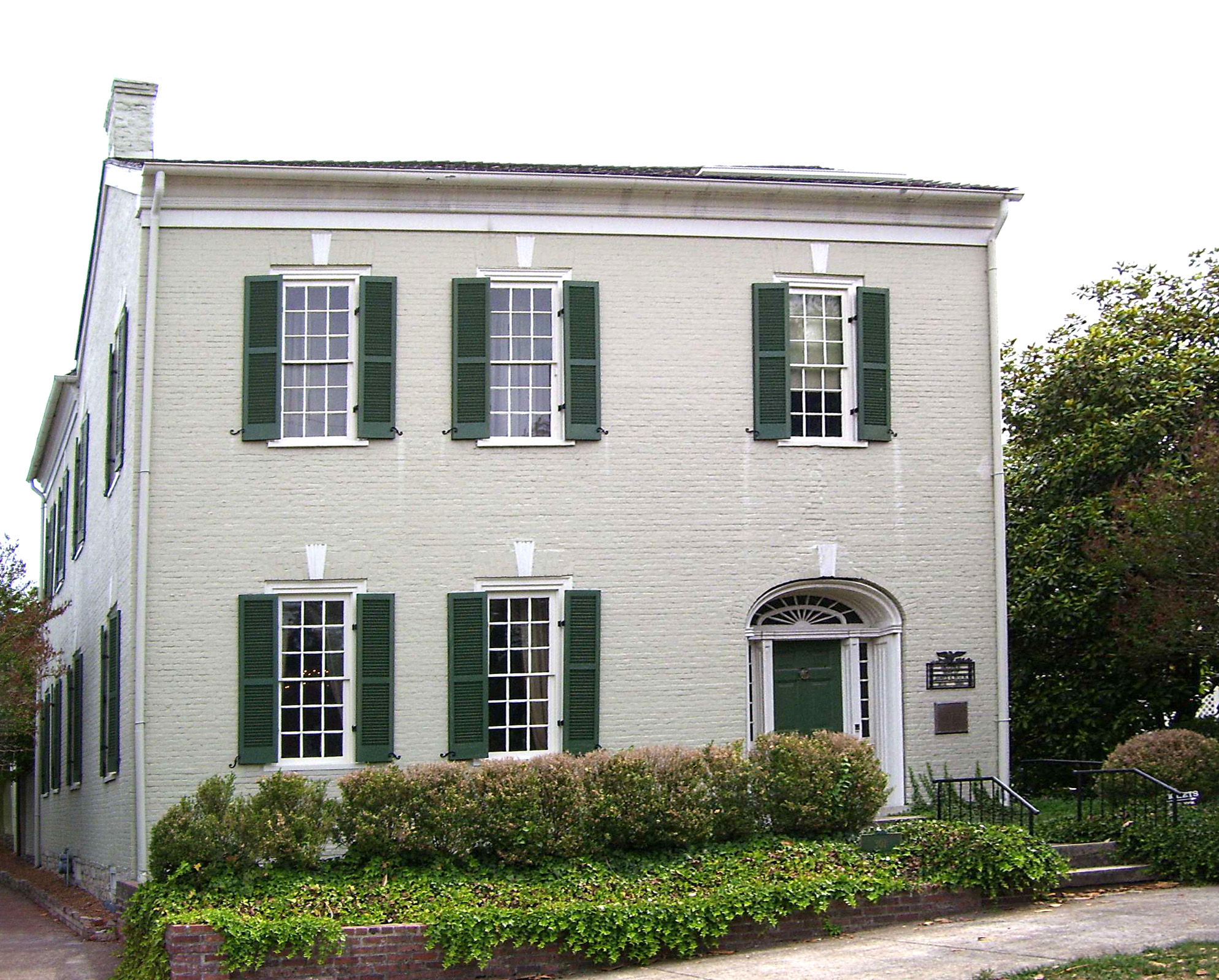
La casa en la que Polk vivió su vida de adulto antes de ascender a la presidencia, en Columbia, Tennessee, es su única residencia que permanece en pie.

James Knox Polk (Pineville, Carolina del Norte; 2 de noviembre de 1795-Nashville, Tennessee; 15 de junio de 1849) fue el undécimo presidente de los Estados Unidos desde 1845 hasta 1849. Polk nació en Mecklenburg County, Carolina del Norte. Después vivió y representó al Estado de Tennessee. Como demócrata, Polk sirvió como el decimotercer presidente de la Cámara de Representantes de los Estados Unidos y es el único presidente de este país que ha servido en este cargo. También es el único que ha sido gobernador de Tennessee. Su candidatura a la presidencia contra Henry Clay del partido Whig fue muy exitosa, ya que era desconocido fuera de su Estado. Ganó las elecciones presidenciales de 1844 con la promesa de anexar la República de Texas. Fue apodado "Young Hickory" (Joven Nogal) debido a su asociación con el presidente Andrew Jackson, quien tenía el apodo de "Old Hickory" (Viejo Nogal).
Polk es considerado el último presidente fuerte de la época anterior a la guerra civil. Pudo acometer durante su mandato todos los objetivos nacionales e internacionales que se había propuesto. Cuando México rechazó la anexión de Texas a los Estados Unidos, dirigió una guerra e invasión contra él en la que le arrebató todo lo que ahora se conoce como Suroeste de Estados Unidos, prácticamente la mitad del territorio mexicano hasta entonces. Asimismo redujo notablemente el impuesto a bienes importados, reemplazando la ley de aranceles del año 1842 con la conocida como Walker Tariff. Por medio de esta ley los Estados del sur, menos industrializados que los norteños, vieron reducido el precio de los bienes que importaban del norte y de otros lugares. También amenazó al gobierno británico con una guerra a causa de la disputa por el control del territorio de Oregón, disensión que terminó con la venta de dicho Territorio de Oregón por los ingleses. Ideó un sistema de tesorería que duró hasta el año 1913, supervisó la abertura de la Academia Naval de los Estados Unidos, el Instituto Smithsoniano y el comienzo de la construcción del Monumento a Washington. El primer sello postal estadounidense se estampó durante su presidencia. Cumplió su palabra de ser presidente solo un mandato y se retiró a Tennessee en marzo de 1849. Murió de cólera tres meses después de abandonar la presidencia.
Los historiadores lo describen como uno de los presidentes con más éxito en promover, obtener apoyos y acometer las metas de su agenda presidencial. También ha sido descrito como el presidente menos conocido, pero más influyente de la historia estadounidense.

## Biografía

### Primeros años
James Knox Polk, primero de diez hijos, nació el 2 de noviembre de 1795 en una casa de granjeros de lo que es ahora Pineville, Carolina del Norte, en el condado de Mecklenburg, justo a las afueras de Charlotte. Su padre, Samuel Polk, era un escocés-irlandés dueño de más de cincuenta esclavos y próspero granjero y agrimensor. Su madre, Jane Polk (nacida Knox), descendía de un hermano del reformador religioso escocés John Knox. Ella nombró a su primogénito en honor a su padre, James Knox. Como la mayoría de los inmigrantes irlandeses y escoceses, las familias Knox y Polk eran presbiterianas. Y, aunque Jane fue presbiteriana toda su vida, Samuel (cuyo padre, Ezekiel Polk, fue deísta) rechazó el presbiterianismo dogmático. Cuando los padres llevaron a James al bautismo, Samuel rehusó declarar su fe como cristiana, lo que indujo al ministro a no bautizar al niño. En 1803, la mayoría de la familia Polk se mudó a lo largo del Río Duck en Tennessee, área ahora conocida como el Condado de Maury. El resto de la familia de Polk los siguió en el año de 1806. La familia aumentó y prosperó. Samuel se enriqueció especulando con tierras y finalmente llegó a ser juez del condado.
Polk fue educado en casa. Su salud era muy quebradiza y en 1812 llegó a deteriorarse hasta tal punto que tuvo que ser llevado al doctor Ephraim McDowell de Danville, Kentucky, por quien fue operado para extraerle unos cálculos en la vejiga (litiasis vesical). Polk estuvo despierto durante la cirugía al no haber otro anestésico más que una botella de brandy. Y se cree que esta cirugía pudo haberlo dejado estéril, ya que no tuvo hijos.
Tras su recuperación, su padre le ofreció un puesto en sus negocios comerciales, pero Polk se negó. En julio de 1813 se inscribió a la iglesia presbiteriana de Zion, que estaba cerca de su casa. Un año después asistió a una academia en Murfreesboro en Tennessee, donde es posible que conociera a su futura esposa, Sarah Childress Polk. En Murfreesboro, Polk se distinguió como estudiante prometedor, y en enero de 1816 fue admitido en la Universidad de Carolina del Norte como sophomore. Los Polk tenían conexiones con esta universidad, en ese entonces con solamente ochenta estudiantes; Sam Polk era administrador de fincas para la universidad y su primo William Polk era fideicomisario. Durante su tiempo allí, Polk formó parte de la Sociedad Dialéctica, donde regularmente debatía y practicaba el arte de la oratoria. Su compañero de cuarto, William Dunn Moseley, llegó a ser el primer gobernador de Florida. Polk se graduó con honores en mayo de 1818. La universidad, tiempo después, le dio el nombre de "Polk Place" al patio bajo en el campus principal.
Después de su graduación, Polk viajó a Nashville como pasante del renombrado abogado Felix Grundy, quien fue su primer mentor. Y el 20 de septiembre de 1819, con la aprobación pública de Grundy, fue elegido para un puesto de secretario del Senado del Estado de Tennessee. En 1821 fue reelegido sin oposición y continuó sirviendo hasta 1822. Obtuvo permiso para practicar la abogacía en junio de 1820, y su primer caso fue defender a su propio padre de una acusación pública, y logró exonerarlo y dejarlo libre con solo una multa de un dólar. No le faltó trabajo después por los numerosos casos de deudas que promovió el Pánico de 1819.

## Vida política inicial
En 1822, Polk se inscribió en la milicia de Tennessee como capitán en el Regimiento de Caballería de la 5.ª brigada. Luego fue apuntado como coronel en el estado mayor del gobernador William Carroll. Tras el nombramiento, frecuentemente se dirigían a él por su título militar. Su oratoria y verbo fácil llegaron a ser tan populares que se le empezó a llamar "Napoleón de cepa". En 1822 renunció a su puesto como secretario del senado estatal para presentarse en las elecciones de 1823 para la legislatura de Tennessee, las cuales ganó al derrotar a William Yancey, llegando así a ser representante del condado de Maury. En octubre del mismo año, votó a favor de Andrew Jackson para senador de Tennessee. Y luego haberlas ganado, Polk fue desde entonces un apoyo firme para Jackson y un gran defensor de sus ideas.

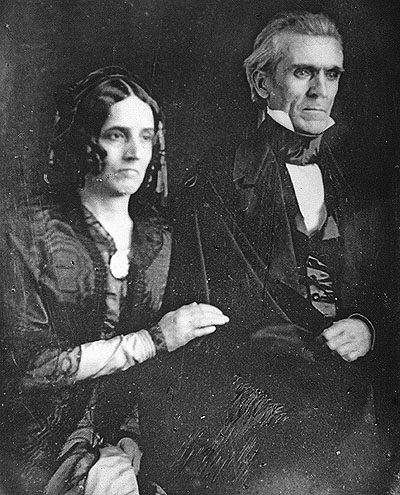
James K. Polk y su esposa, Sarah Childress Polk.

Polk empezó a cortejar a Sarah Childress y contrajeron matrimonio el 1 de enero de 1824 en Murfreesboro. Él tenía 28 años y ella 20; no tuvieron hijos. Durante su carrera política, Sarah ayudó a su marido con sus discursos, le dio consejos sobre asuntos de política y desempeñó un papel activo en sus campañas. Una vieja historia cuenta que Andrew Jackson habría animado su romance desde el mismo momento en que lo empezaron.
En 1824 Jackson compitió por la presidencia de los Estados Unidos, pero ni él ni ninguno de los otros tres candidatos (John Quincy Adams, Henry Clay y William H. Crawford) habían ganado una mayoría suficiente del voto popular. Por lo tanto, la Cámara de Representantes tuvo que dirimir la cuestión. Clay, que había recibido el número menor de votos y había sido suprimido de la votación, apoyó a Adams, y este apoyo resultó ser decisivo y le dio la victoria. Tras esto, Adams le ofreció a Clay un puesto en su gabinete como secretario de Estado.
Al año siguiente, Polk participó en las elecciones para la Cámara de Representantes por el 6.º distrito congresional de Tennessee. Él realizó una vigorosa campaña en el distrito y estuvo tan activo que su esposa Sarah se empezó a preocupar por su salud. Durante la campaña sus oponentes argumentaron que, con solo 29 años, era demasiado joven para ocupar un puesto tan importante. De todos modos, venció. Cuando llegó a Washington D. C. se quedó en la casa de huéspedes de Benjamin Burch con otros representantes de Tennessee, incluido Sam Houston. Polk dio su primer discurso importante el 13 de marzo de 1826, defendiendo la disolución del colegio electoral y la elección directa del presidente por medio del sufragio popular. Se convirtió en un gran crítico de la administración de Adams y votó con frecuencia en contra de sus políticas. Durante el verano de 1826, Polk regresó a Tennessee para ver a Sarah, dado que el congreso estaba en receso, pero cuando se juntó otra vez en otoño, ambos regresaron a Washington. En 1827 fue reelegido al Congreso.
En 1828, Jackson se presentó una vez más a las elecciones presidenciales. Él y Polk se escribieron cartas frecuentemente durante la campaña; en estas, Polk aconsejaba a Jackson sobre la carrera electoral. Tras la victoria de este último, Polk se convirtió en uno de sus partidarios más importantes y más leales en el congreso, y continuó siendo reelegido durante toda la presidencia de Jackson. Tras la elección a su quinto terminó en la Casa de Representantes en 1833, Polk llegó a ser presidente del Comité a Cargo de Impuestos y Tarifas (United States House Committee on Ways and Means).

## Presidente de la Cámara de Representantes de los Estados Unidos
En junio de 1834, el presidente de la cámara de representantes, Andrew Stevenson renunció, lo cual dejó el puesto abierto. Polk compitió contra de John Bell, quien también era procedente de Tennessee. Bell ganó tras diez votaciones. En 1835 Polk compitió de nuevo contra de Bell y esta vez ganó la elección.
Como presidente de la cámara de representantes, Polk pudo apoyar en gran manera las pólizas de Jackson y después, las pólizas de Martin Van Buren cuando él pudo tomar la presidencia en 1837. Designó a comités con presidentes y mayorías democráticos como fue el caso del comité a cargo de impuestos y tarifas, el cual dejó el cargo del radical Churchill C. Cambreleng de Nueva York. Aun así pudo mantener la apariencia de ser bipartidista. Los dos asuntos más grandes durante su presidencia de la cámara fueron la esclavitud y después la economía tras el pánico de 1837. Van Buren y Polk recibieron inmensa presión para rescindir el acto "Specie Circular", una orden ejecutiva dada por Jackson que tenía el propósito de mejorar la economía. Esta orden requería que toda tierra comprada del gobierno se obtuviera solamente por medio de oro y plata. Aun así, con el apoyo de su gabinete y de Polk, Van Buren decidió mantener la orden en pie.
Polk trató de mantener la cámara de representantes en orden. Al contrario de lo que se acostumbraba en ese entonces, Polk nunca retó a alguien a un duelo sin importar cuanto insultaran su honor. Polk ordenó no admitir ninguna petición relativa al abolicionismo. Hasta el momento, es el único presidente de los Estados Unidos que ha servido como presidente de la cámara de representantes.

## Gobernador de Tennessee
En 1838, la situación política de Tennessee, donde en 1835 los demócratas habían perdido la gobernación por primera vez en la historia del partido, persuadió a Polk a regresar al estado con el propósito de ayudar a su partido. Dejó el congreso en 1839 para derrotar al incumbente del partido Whig, Newton Cannon, por 2500 votos fuera de 105.000.
Los tres programas más importantes de Polk se centraban en regular a los bancos, la complementación de mejoras internas estatales y el mejoramiento de la educación, pero ninguno de estos proyectos tuvo algún apoyo en el senado. En las elecciones presidenciales de Estados Unidos de 1840, Van Buren y Polk fueron decididamente destrozados por un partidario whig, William Henry Harrison. Polk recibió solamente un voto electoral para su vicepresidencia. En su estado de Tennessee también perdió su campaña de reelección frente a James C. Jones por 3243 votos. En 1843 desafió a Jones para la gobernatura y se dedicaron a debates a través del estado. Una vez más fue derrotado, esta vez por un margen un poco más grande de 3833 votos.

## Elecciones presidenciales de Estados Unidos de 1844

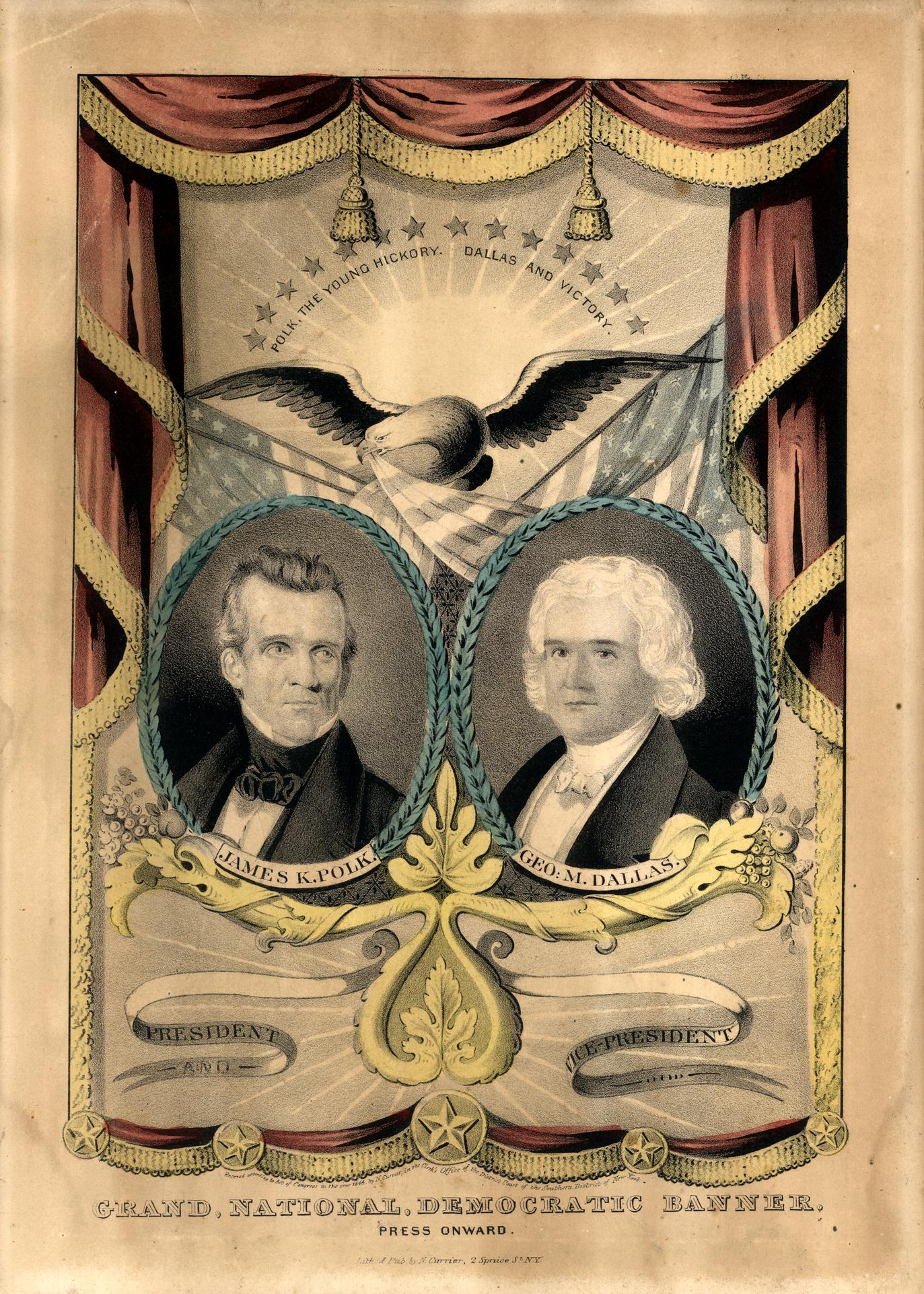
Anuncio de la campaña de 1844, producido por Nathaniel Currier

En principio, Polk esperaba ser nombrado candidato a la vicepresidencia en la Asamblea Nacional Demócrata, que tenía su inicio el 27 de mayo de 1844. El opositor principal para la presidencia era Martin Van Buren, quien había propuesto parar la expansión de la esclavitud. Otros candidatos a la presidencia incluían a James Buchanan, el general Lewis Cass, Cave Johnson, John C. Calhoun y Levi Woodbury. El principal punto de debate era la República de Texas, la cual, después de declarar su independencia de México en 1836, había solicitado a los Estados Unidos ingresar como un nuevo estado, pero fue rechazada por Washington D. C. Van Buren estaba contra la anexión, posición que le costó el apoyo de muchos demócratas, entre los cuales estaba el anterior presidente Andrew Jackson, quien ejercía aún mucha influencia. Van Buren ganó una simple mayoría en la primera votación de la asamblea pero no pudo obtener los más de dos tercios que se requerían de los delegados. Algunas votaciones posteriores favorecían a Cass, pero él tampoco pudo obtener la cantidad requerida. Después de otras seis votaciones se puso de manifiesto que ninguno de los candidatos principales obtendrían la mayoría necesaria, de ahí que se nombrara a Polk como un candidato entrante. Después de ocho votaciones indecisas, la asamblea lo nombró de manera unánime.
Antes de la asamblea, Jackson le dijo a Polk que él apoyaba su nominación. Aun con su apoyo, Polk le instruyo a sus agentes que si Van Buren parecía ganar la nominación ellos tendrían que darle su apoyo. Esto aseguraría que se escogiera a Polk sobre Van Buren en un compromiso en caso de que la asamblea llegara una vez más a estar indecisa. Esto es precisamente lo que pasó, y Polk recibió el apoyo de la asamblea ya que él tenía planes de expandir el país hacia el oeste.
Cuando se le avisó de su nominación respondió: "Se ha observado acertadamente que el oficio de presidente de los Estados Unidos no debe buscarse ni rechazarse. Nunca lo busqué y no me siento con derecho a rechazarlo si me lo ha otorgado el sufragio libre de mis conciudadanos." Debido a que el Partido Demócrata estaba dividido en facciones enbatalladas, Polk prometió ser presidente por solamente un mandato con la esperanza de que los demócratas desilusionados con su presidencia se unirían a él, sabiendo que se escogería un candidato nuevo en solamente cuatro años.

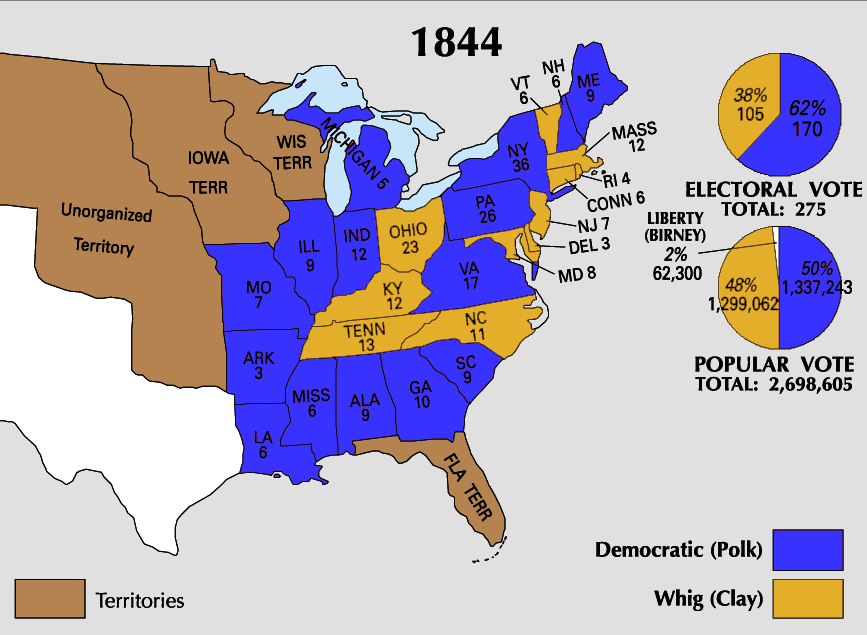
Los resultados de la elección presidencial de 1844

El oponente de Polk en las elecciones fue el partidario Whig Henry Clay, de Kentucky. La posibilidad de anexionar la república texana a Estados Unidos fue una vez más el punto más debatido y notable de la elección. Polk proponía anexionarla inmediatamente mientras que Clay vacilaba en su opinión.
Otro tema de argumentación, también tocando el tema de expansión, tenía que ver con el territorio de Oregón, el cual estaba bajo control estadounidense y británico. Los demócratas defendían la idea de expansión, idea que relacionaban con la anexión de Texas y que atrajo personas del norte y del sur. El apoyo constante de Polk para expandir el país, lo que algunos demócratas llamaron después como "la doctrina del destino manifiesto", posiblemente fue lo que lo llevó victoria, ya que Clay era dubitativo sobre este tema.
En la elección, Polk y su candidato a vicepresidente, George M. Dallas, ganaron en el sur y el oeste mientras que Clay ganó el apoyo del noreste. Polk perdió en su propio estado natal, Carolina del Norte, y en el estado de su residencia, Tennessee. Aun así ganó el estado de Nueva York donde Clay perdió votos al candidato antiesclavitud James G. Birney, quien pertenecía al partido Libertad. Otro factor que contribuyó a la victoria de Polk fue el apoyo de inmigrantes nuevos, los cuales estaban en contra de las ideas del partido Whig. El voto popular lo ganó con un margen de aproximadamente 39.000 fuera de 2,6 millones, el electoral con 170 votos contra los 105 a favor de Clay y obtuvo la victoria en 15 estados mientras que Clay sólo en 11.

## Presidencia

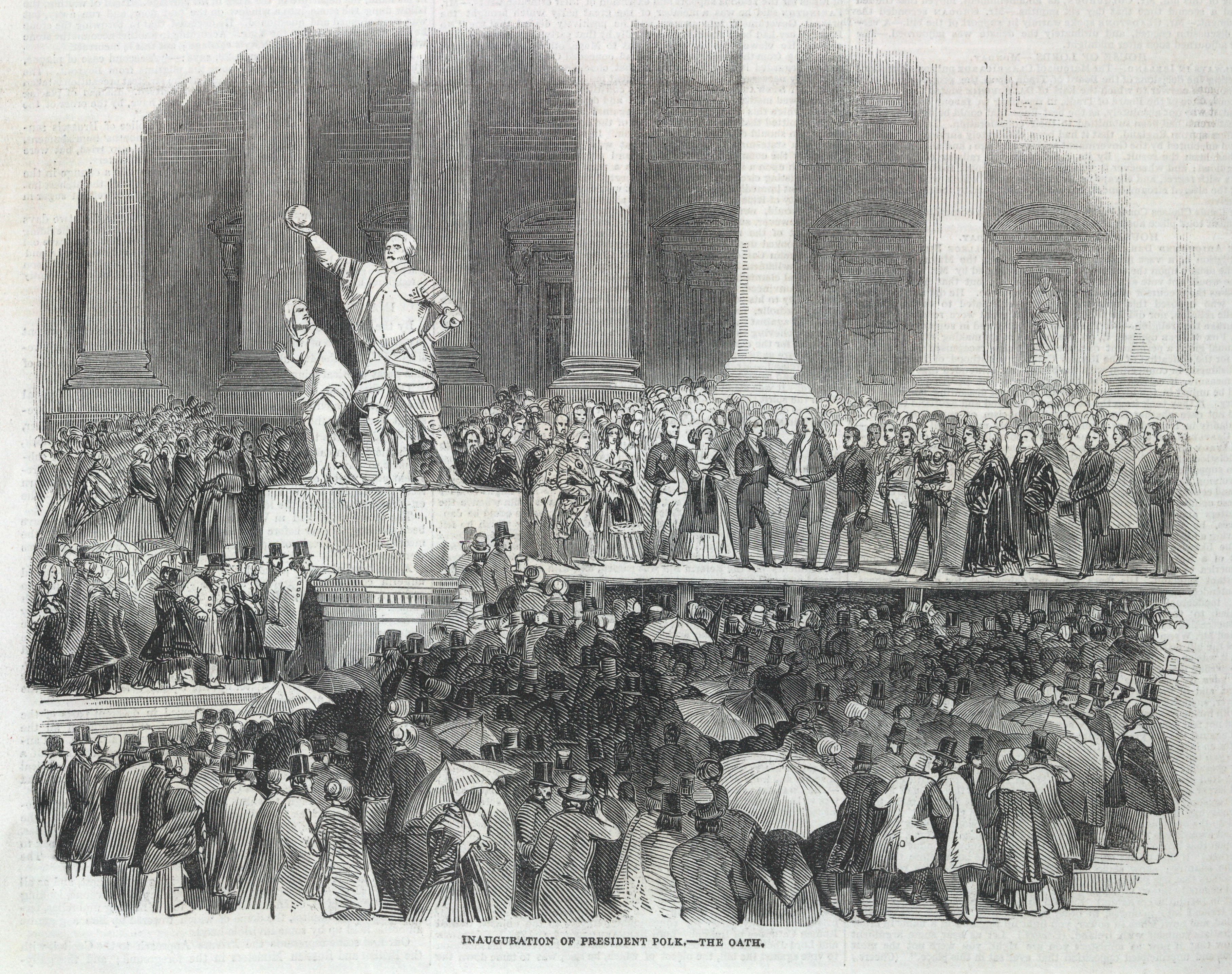
La ceremonia de investidura de James Polk como se ilustró en el periódico The Illustrated London News, v. 6, 19 de abril de 1845.

Cuando juró por la presidencia el 4 de marzo de 1845 a los 49 años, Polk era el presidente más joven que había servido en este cargo. Esta fue la primera investidura presidencial que se reportó por medio de telégrafo y que se ilustró en un periódico, en The Illustrated London News. Durante una historia contada por George Bancroft unas décadas después, Polk propuso cuatro metas claramente definidas para su gobierno:
- Restablecer el sistema de tesorería independiente.
- Rebajar aranceles.
- Adquirir parte de o la totalidad del territorio de Oregón.
- Adquirir California y Nuevo México de México.

Decidido a servir por un solo mandato, completó estas cuatro metas en tan solo cuatro años. Al adquirir el territorio de Oregón sin esclavitud y el estado de Texas con esclavitud, esperaba satisfacer al norte y al sur.

#### Política fiscal
En 1846 el Congreso aprobó el "Walker Tariff" (nombrada en honor a Robert J. Walker, secretario de la tesorería), una ley que reducía los impuestos que trajeron la ley conocida como "Tariff of 1842". La nueva ley abandonaba la idea de ad valorem e implementaba impuestos independientes del valor monetario al producto importado. Esta acción de Polk fue popular en el sur y el oeste, pero los proteccionistas de Pensilvania la despiadaban.
En el mismo año Polk aprobó una ley que restablecía el sistema de tesorería independiente, bajo el cual los fondos del gobierno se mantendrían en la tesorería y no en bancos u otras instituciones financieras. Esto establecía oficinas independientes de depósito de tesoro, separadas de algún banco, para recibir todo fondo del gobierno.

#### El veto del proyecto de Ley de Ríos y Puertos
El Congreso admitió un proyecto de ley de ríos y puertos en 1846, que proveía U$D500.000 para mejorar algunos ríos y puertos. Polk vetó el proyecto de ley ya que creía que era inconstitucional porque la ley hubiera favorecido áreas particulares e incluía a puertos que no trataban con comercio exterior. Polk creía que estos puertos eran problemas locales y no federales. Si se hubiera pasado la ley, temía que hubiera legisladores que se animarían a competir por favores del gobierno en sus distritos locales, un tipo de corrupción que llevaría a la república al desastre. En este asunto él siguió a su mentor, Andrew Jackson, quien vetó un proyecto de ley similar (Maysville Road Bill) en 1830 por razones similares.

#### Esclavitud
El deseo de Polk de expandir el territorio estadounidense causó discordia sobre la expansión de la esclavitud entre el norte y el sur. Durante su presidencia, muchos abolicionistas le lanzaron duras críticas acusándolo de ser un instrumento de la esclavitud. También fue acusado de ser promovedor de la esclavitud, razón por la que decían que apoyaba la anexión de Texas y después la guerra con México. La propuesta "Wilmot Proviso", introducida por el representante demócrata David Wilmot de Pensilvania el 8 de agosto de 1846 (solo dos meses después del comienzo de la guerra entre México y Estados Unidos), trataba de ilegalizar la esclavitud en cualquier territorio adquirido del país mexicano. Polk y muchos sureños estaban en contra de la propuesta, aunque finalmente fue rechazada en el Senado. Desde la presidencia promovía extender la línea del compromiso de Misuri hacia al oeste hasta llegar al océano Pacífico. Esto hubiera resultado en la legalización de la esclavitud bajo la línea de latitud 36°30′N al oeste de Misuri y la hubiera prohibido al norte.
Polk tuvo esclavos toda su vida. Su padre, Samuel Polk, le había dejado 8000 acres (32 km²) de tierra y dividió 53 esclavos entre su viuda e hijos. Él heredó 20 de los esclavos de su padre directamente o después del fallecimiento de uno de sus hermanos. En 1831 llegó a ser granjero de algodón ausente, mandando a sus esclavos a limpiar los terrenos que su padre le había dejado en Somerville (Tennessee). Cuatro años después mandó a vender esas mismas tierras y, junto con su cuñado, compraron 920 acres (3.7 km²) de una hacienda de algodón, cerca de Coffeeville, Misisipi. Manejó estos campos por el resto de su vida, tomando la mitad de su cuñado posteriormente. Polk rara vez vendía esclavos, aunque luego de convertirse en presidente pudo comprar más. Él estipuló en su testamento que se liberara a sus esclavos después de la muerte de su esposa, Sarah. Sin embargo, en 1863 se emitió la Proclamación de Emancipación y la decimotercera Enmienda a la Constitución de los Estados Unidos liberó a sus esclavos mucho antes de la muerte de Sarah en 1891.

#### Política Exterior
Polk apoyaba fuertemente la idea de expansión. Los demócratas creían que abrir la tierra para la agricultura por granjeros pequeños era una acción crítica para el éxito de la república (véase Destino Manifiesto.) Como muchas personas procedentes del sur, él apoyaba la anexión de Texas. Para equilibrar los intereses del norte y del sur quería adquirir el territorio de Oregón (actualmente los estados de Oregón, Washington, Idaho y Columbia Británica.) También intentaba comprar la tierra de Alta California.[cita requerida]

##### Territorio de Oregón

El territorio de Oregón establecido por el tratado de Oregón

Polk presionó fuertemente al gobierno británico para resolver la disputa en cuanto al territorio de Oregón. Desde 1818 el territorio había estado bajo control británico y estadounidense. Gobiernos previos estadounidenses habían ofrecido dividir el territorio por el paralelo de 49°N, algo que era inaceptable para los ingleses ya que estos tenían intereses comerciales por el Río Columbia. Aunque la plataforma del partido demócrata decía que el territorio entero le pertenecía a Estados Unidos, Polk estaba dispuesto a comprometerse. Cuando el gobierno británico se mostró incapaz de llegar a un común acuerdo, él se endureció y públicamente empezó a apoyar el dogma demócrata de tomar el territorio entero. Esto implicaba tomar tierras hasta el paralelo 54°40′N, línea que marcaba la frontera Alaska-Rusia. "54 40 o guerra" llegó a ser un grito a la guerra común entre demócratas.
Polk quería el territorio, no una guerra, razón por la cual llegó a un acuerdo común con George Hamilton-Gordon, quien era el principal secretario de Estado de Su Majestad para Relaciones Exteriores y asuntos de la Mancomunidad. El Tratado de Oregón de 1846 dividió el territorio de Oregón por el paralelo 49°N, como había pedido Estados Unidos originalmente. Aunque había muchos que seguían pidiendo el territorio entero, el Senado aprobó el tratado. Tras esto, muchos demócratas se disgustaron con Polk. Estos popularizaron la idea de que él siempre había querido el territorio hasta el paralelo 49 y que les había mentido al haber prometido el territorio entero. Este territorio llegó a ser los estados de Washington, Oregón, Idaho, Montana y Wyoming.

##### Texas

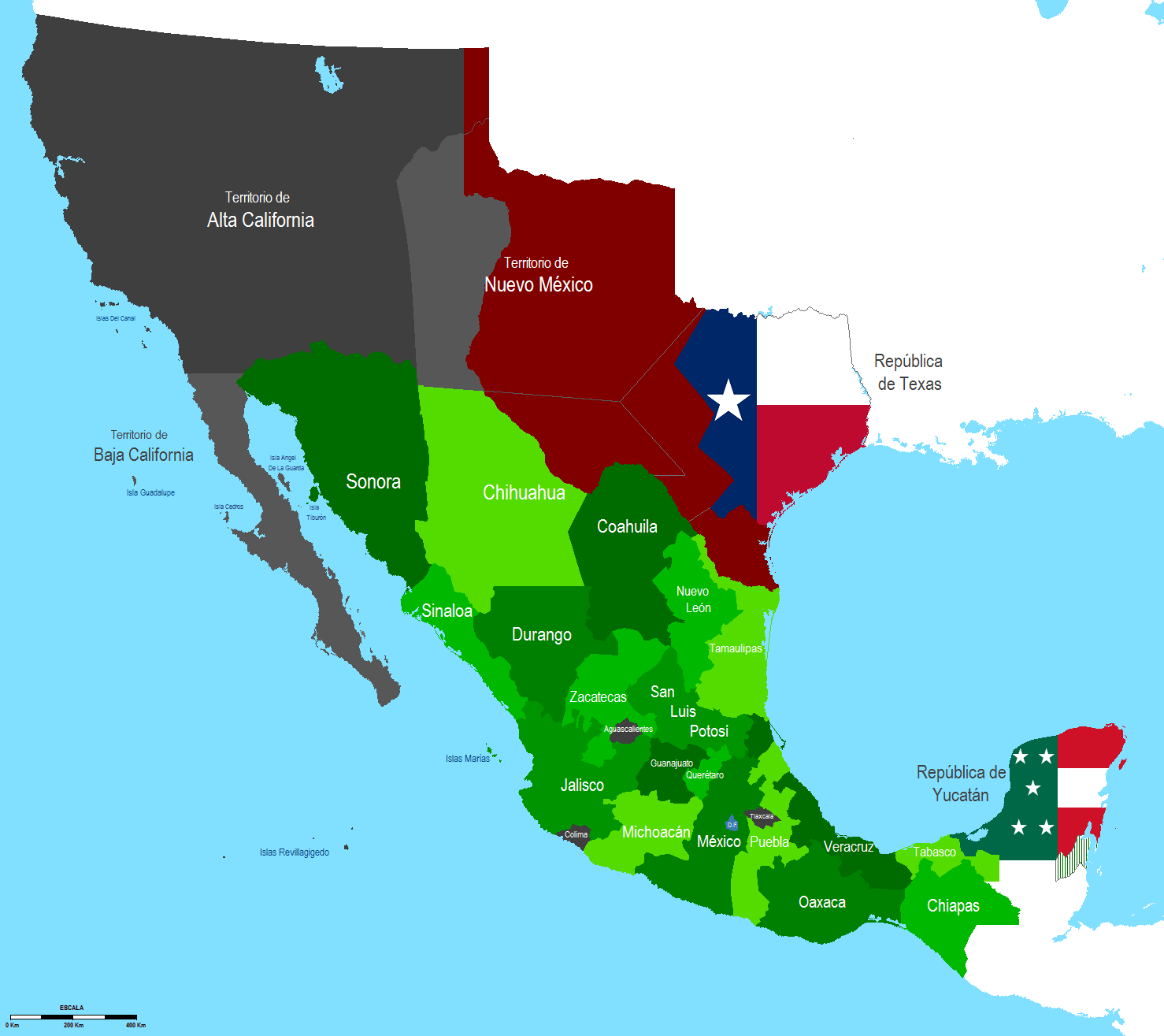
Mapa de México en 1845, con la República de Texas, la República de Yucatán y el territorio disputado entre México y Texas en rojo. México declaraba que Texas le pertenecía.

Después de la elección de Polk a la presidencia, John Tyler, su predecesor, urgió al congreso a pasar una resolución común en la que se admitía a Texas en la unión. El senado aprobó esta resolución el 28 de febrero de 1845. Texas aceptó la oferta y pasó a ser un estado el 29 de diciembre de 1845. La anexión enfureció a México, que había perdido el estado en 1836. Los políticos mexicanos continuamente habían advertido a los Estados Unidos que si ellos anexionaban, iniciaría una guerra. Sin embargo, sólo días después de que la resolución había sido aprobada, Polk declaró en su discurso de inauguración que la decisión de anexión sólo dependía Texas y Estados Unidos.

#### Invasión de México

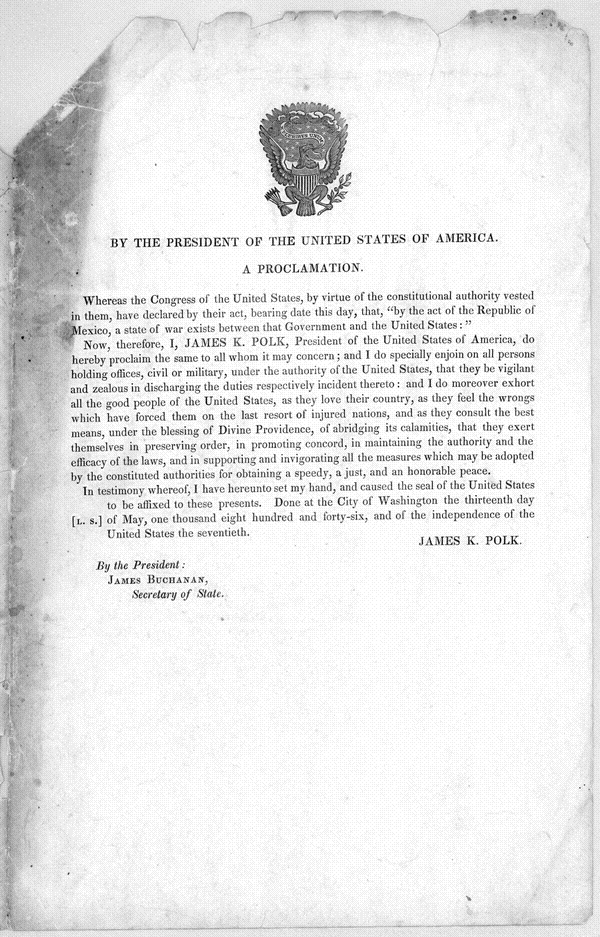
La declaración presidencial de Polk de guerra en contra de México

Después de la anexión de Texas, Polk dirigió su atención a la Alta California, esperando adquirir el territorio antes que cualquier otro país europeo. El interés principal era la bahía de San Francisco la cual serviría como un puerto de comercio con Asia. En 1845 mandó a un diplomático, John Slidell, a México a comprar Alta California y Nuevo México por $24–30 millones. La llegada de Slidell a México causó un gran disturbio cuando se supo que estaba allí para intentar comprar más territorio en vez de ofrecer compensación por la anexión de Texas. Los mexicanos rehusaron recibir a Slidell citando un problema técnico con sus credenciales. En enero de 1846, con el propósito de incrementar la presión a México, Polk mandó tropas bajo el comando del general Zachary Taylor (quien luego fue su sucesor en la Casa Blanca) al área entre el Río Nueces y el Río Bravo, territorio disputado por ambos países.
Slidell regresó a Washington en mayo de 1846 tras haber sido rechazado por el gobierno mexicano. Polk consideró el trato de Slidell como un insulto y causa amplia para la guerra; con eso preparó un pedido al Congreso para solicitar una declaración de guerra. Mientras tanto, Taylor cruzó el Río Bravo y brevemente tomó control de Matamoros, Tamaulipas. Allí le obstruyó el paso a los barcos mercantes que entraban al puerto. Días antes de presentar su declaración de guerra al Congreso, Polk recibió noticia de que tropas mexicanas habían cruzado el río Bravo y habían dado muerte a 11 soldados estadounidenses. Esto lo utilizó como casus belli de Polk, y en su discurso de presentación, Polk declaró que México había invadido el territorio de Estados Unidos y había derramado sangre estadounidense. Tiempo después se descubrió que se utilizó como una excusa para la posterior invasión.
Algunos miembros del Partido Whig, como Abraham Lincoln, dejaron saber su desconfianza en la versión de eventos que describió el presidente. Sin embargo, la mayoría del Congreso aprobó la declaración de guerra. Muchos whigs, aunque no querían aprobar una guerra, sintieron presión por hacerlo para no aparentar antipatriotismo.
En la Cámara de Representantes, whigs en contra de la esclavitud, dirigidos por el expresidente John Quincy Adams, votaron en contra de la guerra. Entre los demócratas, el senador John C. Calhoun fue el más notable oponente de la declaración.

##### Acción militar

Mapa de la guerra contra México
Territorio disputado
Territorio de EE. UU. en 1848
Territorio mexicano en 1848
Tras el tratado de Guadalupe Hidalgo

Polk seleccionó a los generales y coordinó la estrategia de guerra. Para el verano de 1846, las fuerzas estadounidenses que estaban bajo las órdenes del general Stephen Kearny habían capturado Nuevo México. Mientras tanto, el capitán de ejército estadounidense John C. Frémont ayudó a los colonos del norte de Alta California a derrotar la guarnición mexicana en Sonoma en lo que llegó a ser conocido como la rebelión de la Bandera de Oso. Al mismo tiempo el general Taylor estaba teniendo éxito en el Río Bravo aun sin refuerzos del presidente. Estados Unidos también negoció un trato secreto con Antonio López de Santa Anna, el general y dictador mexicano que había sido derrocado en 1844. Santa Anna acordó que, si se le daba paso seguro a México, el persuadiría a los que estaban en el poder para vender Alta California y Nuevo México a los Estados Unidos. Pero una vez que llegó a México, renegó al compromiso que había hecho, se declaró presidente y trató de combatir a los invasores estadounidenses. Estos esfuerzos fueron en vano, ya que Taylor y el general Winfield Scott pudieron derrotar toda resistencia. Scott capturó la Ciudad de México en septiembre de 1847 y Taylor ganó una serie de batallas al norte del país. Aun después de todas estas derrotas, México no se rindió hasta el año 1848 cuando aprobó los términos de paz de Polk. A lo largo de la frontera con el Río Bravo, se cometieron actos de barbarie: mujeres y niñas eran violadas frente a sus padres y esposos. En la Ciudad de México los periódicos reportaban lo siguiente: "¡¡¡Mexicanos: son estos hombres los que vienen a civilizarnos! ¡Nos tachan de bárbaros; las verdaderas hordas de bárbaros son ellos al entrar por la fuerza a nuestro territorio y bayoneta en mano obligarnos a cederles nuestras tierras!".
En la batalla de Monterrey en 1846 varios soldados mexicanos heridos huyeron a Saltillo Coahuila. Las tropas estadounidenses los alcanzaron para darles muerte y sólo uno alcanzó a llegar a la entrada del actual Ramos Arizpe, Coah. Gravemente herido, fue alcanzado por otro grupo de invasores y, al ver la gravedad de sus heridas, le dieron muerte con sus bayonetas para que dejara de sufrir.
La invasión a México fue considerada injusta, muchos soldados norteamericanos se preguntaban que hacían ahí al ver cómo eran admirados y tratados muy amablemente por la gente pobre, por los mestizos y por los indios al verlos desfilar entre las calles de los pueblos mexicanos.
Los invasores aprovecharon las diferencias entre los mexicanos para capturar la Alta California. El gobierno mexicano envió tropas a defender el norte, pero en vez de acatar las órdenes se rebelaban contra el gobierno para convertirse en caciques de la zona militar o se pasaban al bando conservador.
Un contingente de inmigrantes irlandeses desertó del ejército estadounidense y se pasó al bando mexicano. Esta traición les costó ser colgados en la Batalla de Chapultepec en 1847.
Después de la capitulación de la Ciudad de México se inició una guerra de guerrillas en la que algunos civiles armados emboscaban a los soldados norteamericanos en barrios muy peligrosos de la ciudad. Algunas veces los norteamericanos se emborrachaban y ya no regresaban a sus cuarteles. Esta fue la última resistencia mexicana en la ciudad.

##### Paz: El Tratado de Guadalupe Hidalgo

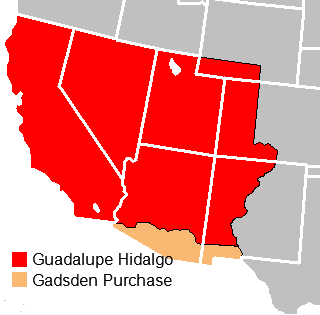
La Cesión mexicana (en rojo) fue adquirida por medio del Tratado de Guadalupe Hidalgo. La región de La Mesilla (en anaranjado) fue comprada después de la presidencia de Polk.

Polk envió al diplomático Nicholas Trist a negociar con los mexicanos. Al no progresar, Polk ordenó a Trist que regresara, pero él lo ignoró y permaneció en México para continuar las negociaciones. Esto culminó con el Tratado de Guadalupe Hidalgo en 1848, que fue aprobado por Polk ignorando el pedido de los demócratas de anexionar completamente a México. El tratado añadía 3.1 millones de kilómetros cuadrados de territorio a los Estados Unidos. Esto achicó el territorio mexicano a la mitad y el estadounidense creció un tercio. California, Nevada, Utah, la mayoría de Arizona y partes de Nuevo México, Colorado y Wyoming fueron incluidos en la cesión mexicana. El tratado también reconoció la anexión de Texas y dio control a Estados Unidos del territorio disputado entre el río Nueces y el río Bravo. México, al mismo tiempo, debía recibir 15 millones de dólares, pero no le fue entregada la totalidad de esa suma. La cantidad de bajas para Estados Unidos fue de menos de 20.000 vidas, y México tuvo más de 50.000. Finalmente, la Enmienda Wilmot legalizó la esclavitud en los nuevos territorios incorporados aunque Polk insistió al congreso y a sus escrituras personales que esto nunca había sido un objetivo de la guerra.
Aun así, el acuerdo de Guadalupe Hidalgo necesitaba la aprobación del Senado. En marzo de 1848, los whigs, que habían estado en contra de las políticas de Polk, cambiaron de opinión repentinamente y dos tercios de los whigs votaron a favor del tratado. Esto finalizó la guerra y legalizó la adquisición de los territorios nuevos.
La guerra tuvo serias consecuencias para Polk y los demócratas. Dio al Partido Whig un mensaje claro y unido en contra de la guerra, a la cual tildaron de acto de agresión inmoral y dijeron que fue un gran abuso de poder de la presidencia. De cualquier manera, en 1848 los whigs nombraron a Zachary Taylor como candidato a la presidencia, quien luego terminó ganándola, a pesar de que éste había llegado a ser un célebre héroe en la guerra contra los mexicanos, y celebraban sus victorias. Taylor se negó a criticar a su predecesor.
Existen muchos rumores sobre un supuesto pacto entre el presidente mexicano Santa Anna y los estadounidenses para vender los territorios disputados, pero la verdadera causa eran las ambiciones expansionistas de Polk y su creencia en el destino manifiesto.
Después de la guerra con México, un grupo de miembros del congreso quería obtener más territorio de México. Hay informes de anexionistas que deseaban incorporar a la unión norteamericana el estado mexicano de Chihuahua e independizar el territorio de los actuales estados de Sonora y Baja California. El gobierno mexicano detuvo a estos congresistas y la campaña de separatismo para anexionarse a Estados Unidos fue derrotada.

#### Cuba
A mediados de 1848 Polk autorizó a su embajador en España, Romulus Mitchell Saunders, a negociar la compra de Cuba y ofrecer la suma de $100 millones de dólares, una cantidad rara en esa época por un territorio, que equivaldría a $2.74 billones en valores actuales. La razón por la cual Polk quería obtener la isla de Cuba era porque este territorio está cerca de Estados Unidos y tenía esclavos, así que la idea atraía a los estados del sur, pero no a los del norte. Aun así, España seguía lucrándose con la producción cubana de tabaco, azúcar, melaza y ron, razón por la que rechazó las ofertas.

#### Departamento del Interior
Una de las últimas acciones de Polk fue la firma que aprobó la creación del Departamento del Interior de los Estados Unidos el 3 de marzo de 1849, un día antes de dejar la presidencia, debido a que, a pesar de tener reservas respecto a lo que él llamaba "la usurpación de poder sobre terrenos públicos de los estados", en su último día como presidente no tuvo tiempo para escribir una carta de veto que tenga base constitucional para rechazar esta ley y, por lo tanto, la firmó.

#### Administración y gabinete

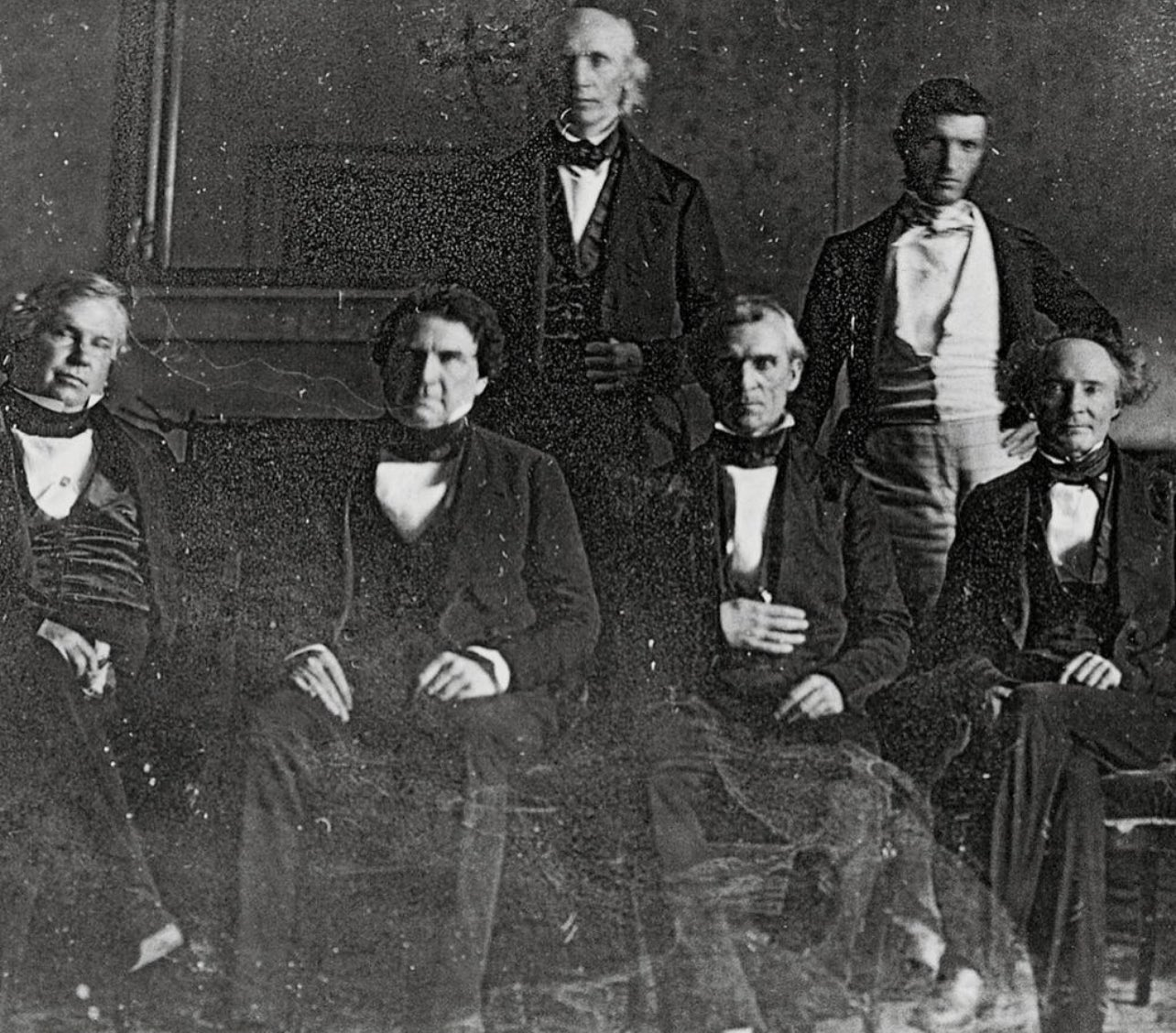
Polk y su gabinete en el comedor de la casa blanca.
Fila de enfrente, de izquierda a derecha: John Y. Mason, Fiscal General; William L. Marcy, Secretario de Guerra; James K. Polk y Robert J. Walker, Secretario de la Tesorería.
Fila de atrás, de izquierda a derecha: Cave Johnson, director general del Servicio Postal y George Bancroft, secretario de la Armada.
El secretario de Estado, James Buchanan, está ausente.

| Oficina                   | Nombre           | Años de término |
| ------------------------- | ---------------- | --------------- |
| Vicepresidencia           | George M. Dallas | 1845-1849       |
| Departamento de Estado    | James Buchanan   | 1845-1849       |
| Departamento del Tesoro   | Robert J. Walker | 1845-1849       |
| Departamento de Guerra    | William L. Marcy | 1845-1849       |
| Fiscal general            | John Y. Mason    | 1845-1846       |
| Fiscal general            | Nathan Clifford  | 1846-1848       |
| Fiscal general            | Isaac Toucey     | 1848-1849       |
| Servicio Postal           | Cave Johnson     | 1845-1849       |
| Departamento de la Armada | George Bancroft  | 1845-1846       |
| Departamento de la Armada | John Y. Mason    | 1846-1849       |

#### Nombramientos judiciales
Durante su presidencia, James Polk nombró a varias personas para puestos judiciales.

##### Corte Suprema

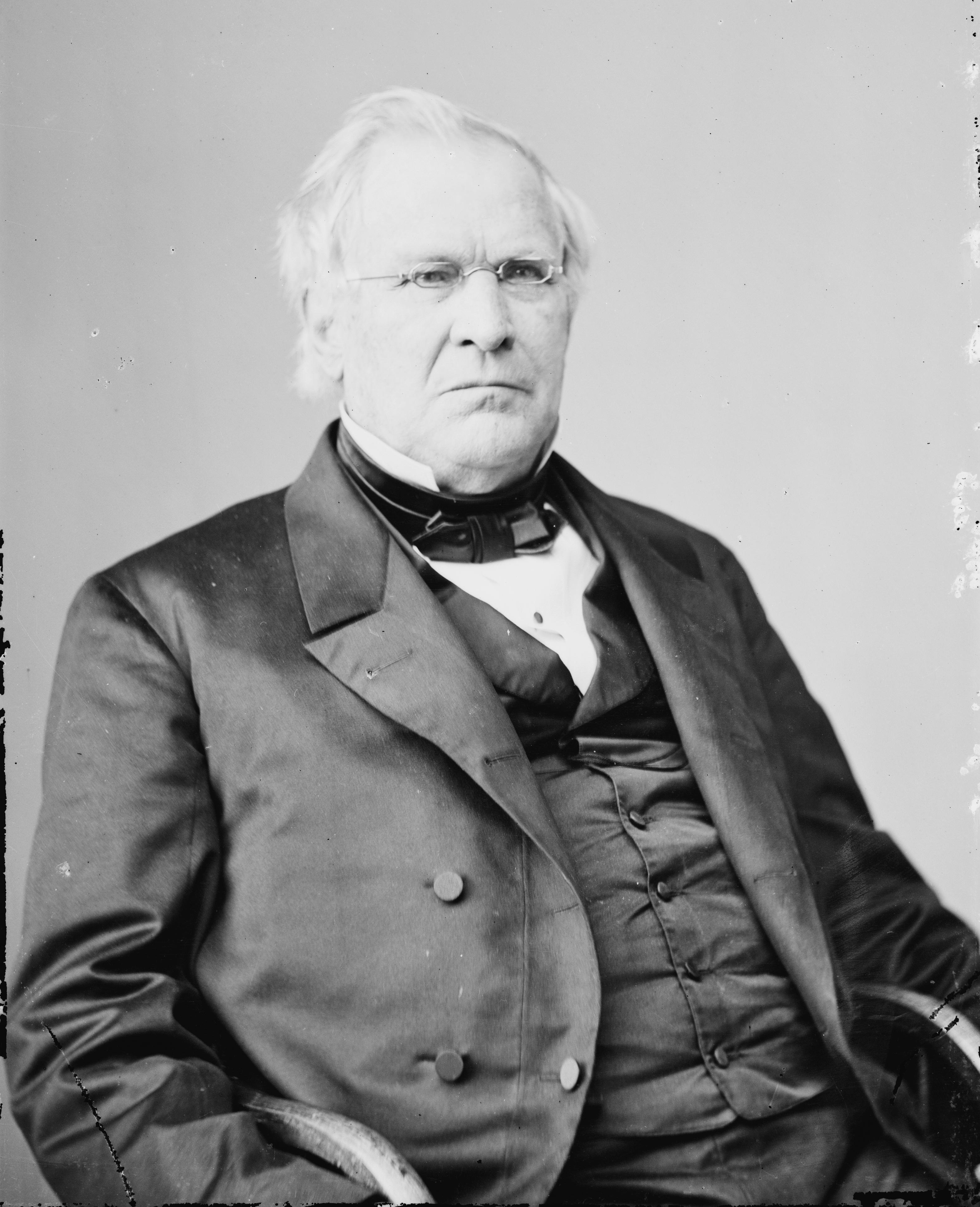
Robert Cooper Grier, uno de los nombramientos del presidente Polk a la corte suprema.

Polk nombró a los siguientes jueces a la corte suprema:
| Juez                | Puesto    | Comienzo de Servicio Activo | Término de Servicio Activo |
| ------------------- | --------- | --------------------------- | -------------------------- |
| Robert Cooper Grier | Asiento 1 | 4 de agosto de 1846         | 31 de enero de 1870        |
| Levi Woodbury       | Asiento 2 | 20 de septiembre de 1845    | 4 de septiembre de 1851    |

Woodbury era de New Hampshire y Grier de Pensilvania. Polk también nombró a George W. Woodward de Pensilvania en 1846, pero el senado de rechazó la nominación.

##### Otros nombramientos judiciales
Polk designó a otros ocho jueces federales. Uno a la corte federal del distrito de Columbia y siete a otros puestos en las Cortes de Distrito de los Estados Unidos.

#### Congreso
Congreso 29.º (4 de marzo de 1845 - 4 de marzo de 1847):
- Senado: 31 demócratas, 31 whigs, 1 otro; Presidente Pro Tempore: Willie P. Mangum (whig, Carolina del Norte), Ambrose H. Servier (demócrata, Arkansas), David R. Atchison (demócrata, Misuri).
- Cámara de Representantes: 143 demócratas, 77 whigs, 6 otros; Presidente: John W. Davies (demócrata, Indiana).

Congreso 30.º (4 de marzo de 1847 - 4 de marzo de 1849):
- Senado: 36 demócratas, 21 whigs, 1 otro; Presidente Pro Tempore: David R. Atchison (demócrata, Misuri).
- Cámara de Representantes: 115 whigs, 108 demócratas, 4 otros; Presidente: Robert C. Winthrop (whig, Massachusetts).

#### Estados Admitidos a la Unión
- Texas - 29 de diciembre de 1845.
- Iowa - 28 de diciembre de 1846.
- Wisconsin - 29 de mayo de 1848.

## Después de la presidencia

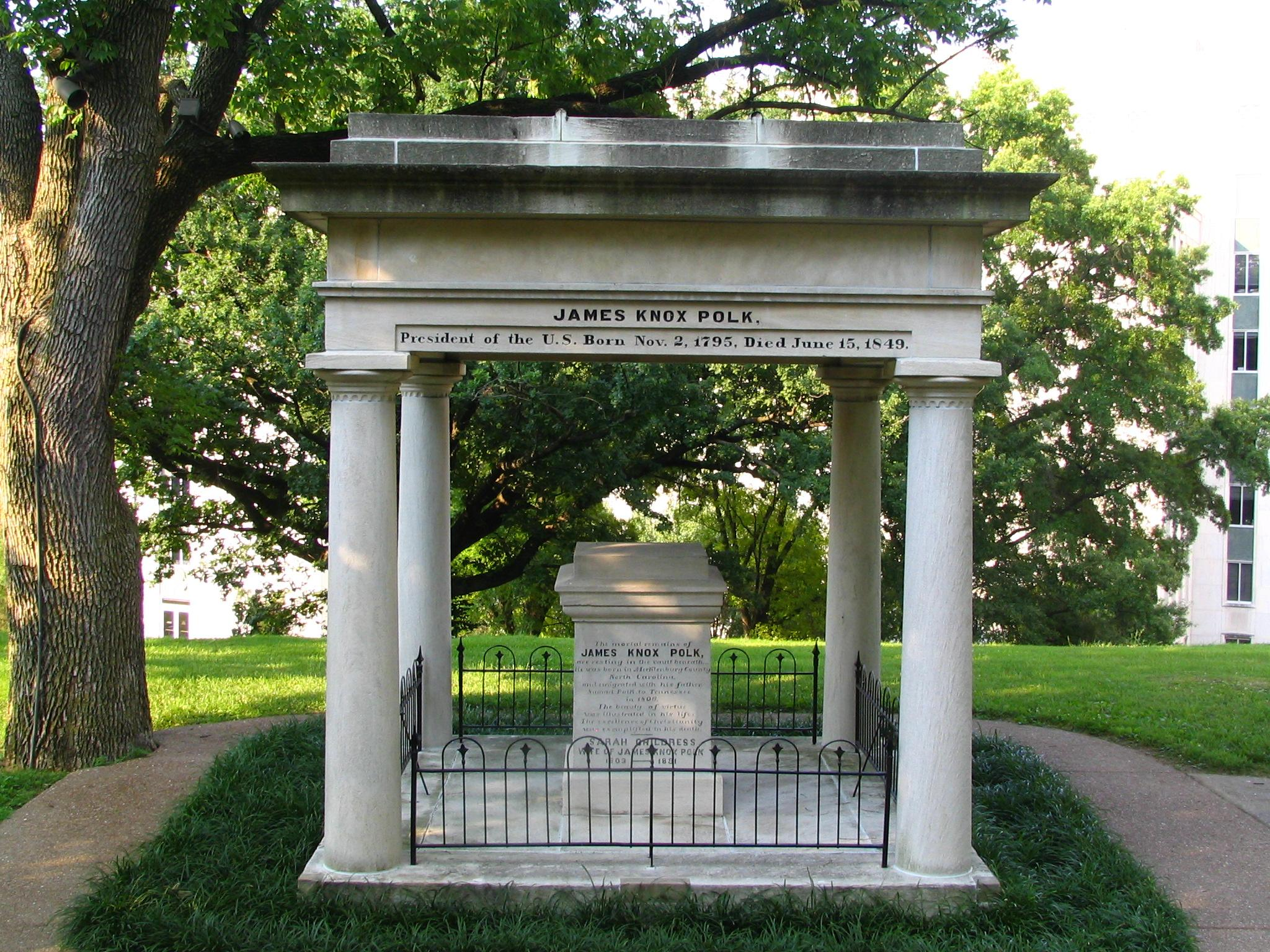
La tumba de James K. Polk en el Capitolio de Tennessee.

La presidencia tuvo un efecto negativo en la salud de Polk. Lleno de entusiasmo y vigor cuando tomó el puesto, Polk terminó su mandato presidencial el 4 de marzo de 1849 exhausto por sus años de servicio. Perdió peso y tenía arrugas profundas en su cara además de ojeras bajo sus ojos. Se cree que contrajo cólera durante una gira de apoyo al sur en Nueva Orleans, Luisiana. Murió de cólera en su nueva casa, Polk Place, en Nashville, Tennessee, a las 3:15 de la tarde del 15 de junio de 1849, tres meses después de haber dejado la presidencia. Fue enterrado detrás de su casa. Como muestra de devoción a su esposa, sus últimas palabras fueron: "Te amo Sarah. Por toda la eternidad te amo." Ella vivió viuda en Polk Place durante más de 40 años después de enviudar. Polk murió antes que su madre, que falleció el 11 de enero de 1852. En 1893, los cuerpos del presidente y de la primera dama fueron desenterrados y trasladados al Capitolio de Tennessee, donde están hasta el día de hoy. Polk Place fue demolida en 1900.
Polk tuvo la jubilación más corta de todos los presidentes al haber muerto 104 días después de completar su término. Es el presidente más joven que ha muerto en el retiro después de la presidencia, ya que murió a los 53 años. Al igual que George Washington, Andrew Johnson, Chester A. Arthur, Calvin Coolidge y Lyndon B. Johnson, es uno de los presidentes que ha fallecido mientras su sucesor directo a la presidencia todavía era presidente.

### Reputación

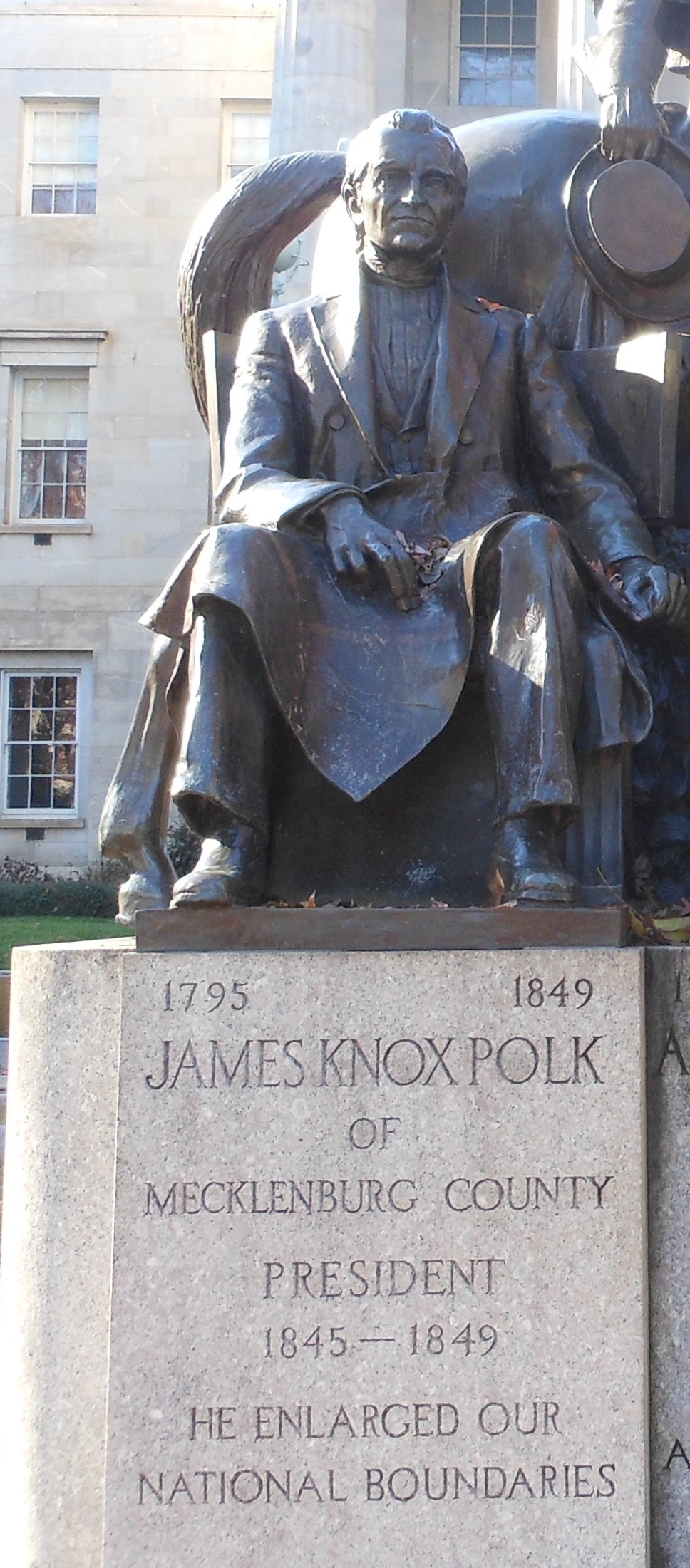
Una estatua de James Polk en el Capitolio del estado de Carolina del Norte.

La reputación de Polk se comprende mayormente por los ataques que sostuvo durante su presidencia. Los whigs solían decir que él venía de un desconocimiento bien merecido. El senador Tom Corwin de Ohio dijo: "¿James Polk de Tennessee? ¿Después de él quién estará a salvo?". Los historiadores del siglo XIX también tenían este mismo punto de vista. Polk era un compromiso entre los demócratas del norte como David Wilmot y Silas Wright, y los dueños de haciendas quienes eran dirigidos por John C. Calhoun. Los demócratas del norte decían que él era un instrumento de la esclavitud cuando no obtenían lo que ellos querían y los conservadores del sur decían que era instrumento del norte cuando no obtenían lo que ellos querían. La literatura histórica apoyaba estas ideas hasta que Arthur Meier Schlesinger y Bernard DeVoto argumentaron que Polk no pertenecía a ninguno de los dos campos, sino que se proponía sus propias metas y las acompletaba.
Polk es ahora reconocido, no solamente como el presidente más fuerte entre Jackson y Lincoln, sino también como el que convirtió a Estados Unidos en un país que atraviesa un continente entero de este a oeste. Cuando historiadores clasificaron a los presidentes en 1948, Polk fue clasificado al puesto número 10 en la encuesta de Schlesinger. En otras encuestas más recientes obtuvo el puesto número 9 en la encuesta de The Wall Street Journal de 2005, el 12 en la de C-Span de 2009 y el 11 en la de Riders-McIver de 1996 y en la de Siena de 2002.
Los biografistas de Polk han descrito en gran detalle la magnitud de sus logros, en especial los dos últimos. "Hay tres razones claves por las cuales James K. Polk merece ser reconocido como un presidente estadounidense significante e influencial" escribió Walter Borneman. "Primeramente, Polk completó los objetivos de su mandato presidencial así como los había definido; segundo, era el presidente más decisivo antes de la Guerra Civil Estadounidense; y tercero, expandió los poderes presidenciales, particularmente sus poderes de guerra, el papel de comandante y la supervisión de la rama ejecutiva". El presidente Harry S. Truman resumió su punto de vista de Polk al decir que él era un "gran presidente. Dijo lo que intentaba hacer y lo hacía."
Aunque el legado de Polk toma muchas formas, la más visible es el incremento del tamaño de los Estados Unidos, el cual incrementó por un tercio. "Al ver ese mapa y entender las expansiones al oeste y al suroeste que se formaron, es ver la magnitud de los logros del presidente Polk", concluye Robert Merry.
Aun así, las expansiones agresivas de Polk han sido criticadas por razones éticas. Él creía en el destino manifiesto aún más que otros de su tiempo. Hablando de la intervención estadounidense en México, el general Ulysses S. Grant afirmó: "Estuve amargamente opuesto a la anexión de Texas y hasta este día consideró la guerra que resultó, como una de las más injustas que haya habido entre un país fuerte y uno débil. Fue una ocasión en la que una república siguió el mal ejemplo de la monarquías europeas al no considerar la justicia en su deseo de adquirir territorio adicional." Políticos whig como Abraham Lincoln y John Quincy Adams contendieron que la anexión de Texas y la cesión de México engrandecieron las facciones pro-esclavistas de los Estados Unidos. El estado de insatisfaccion en cuanto a la esclavitud en los territorios adquiridos llevó al Compromiso de 1850, el cual a su vez fue el comienzo del Partido Republicano y después el comienzo de la Guerra Civil.
Con humor, se dice que Sam Houston hizo la observación de Polk que "fue víctima del uso del agua como bebida".

## En la cultura popular
Los They Might Be Giants tienen una canción que se llama «James K. Polk», en la cual hablan sobre su vida.
En la serie Married... with Children, Kelly y Bud asisten a la Escuela Secundaria James K. Polk.
En Manual de supervivencia escolar de Ned, la escuela a la que Ned y sus amigos asisten se llama 'James K. Polk'.